# سام (کوکولوگو)

سام شهری در شهرستان کوکولوگو در استان بولکیمده در بورکینافاسوی غربی مرکزی است جمعیت آن ۱۰۹۹ نفر است.